# فرنسيس هونيكات
فرنسيس هونيكات (بالإنجليزية: Francis Honeycutt)‏ هو مبارز بالسيف أمريكي، ولد في 26 مايو 1883 في سان فرانسيسكو في الولايات المتحدة، وتوفي في 21 سبتمبر 1940 في وودباين في الولايات المتحدة.

## وصلات خارجية
- فرنسيس هونيكات على موقع أوليمبيديا (الإنجليزية)